# Milovan Jakšić
Milovan Jakšić (cyrillique : Mилoвaн Јакшић) (né le 21 septembre 1909 à Kolašin dans la Principauté du Monténégro, et mort le 25 décembre 1953 à Alexandrie en Égypte) était un joueur, et entraîneur de football monténégrin-yougoslave. Il évoluait au poste de gardien de but.

## Biographie
De petite taille, mais très puissant physiquement, et doté d'excellents réflexes, il est surnommé El Gran Milovan par les journalistes, après ses magnifiques sauvetages et parades lors de la Coupe du monde de football 1930 en Uruguay, surtout contre le Brésil. Il est titulaire lors du mondial de 1930, et est considéré comme l'un des acteurs majeurs de l'arrivée jusqu'aux demi-finales du mondial avec la Yougoslavie.
Il passe la plupart de sa carrière de club au BASK Belgrade, surnommé SK Soko avant 1931, où il joue jusqu'en 1939, sauf entre 1934 et 1935 où il va dans le club tchécoslovaque du Slavia Prague, et à la fin de sa carrière où il part jouer pour le SK Ljubljana.
Avec la Yougoslavie, il joue 9 matchs internationaux, et fait ses débuts internationaux le 13 avril 1930 lors d'un match amical contre la Bulgarie (victoire 6-1). Son dernier match est le 2 septembre 1934 lors d'une défaite en amical contre la Tchécoslovaquie à Prague. 
Après sa carrière de joueur, il devient le président de la fédération de Yougoslavie de football entre 1950 et 1953, ainsi que directeur technique de l'Étoile Rouge de Belgrade. Lors d'un voyage en Égypte avec le club, il décède d'une attaque cardiaque à Alexandrie à l'hiver 1953.